# Алёна Ланская
Алёна Ланска́я (настоящее имя Еле́на Миха́йловна Лепо́хина; род. 7 сентября 1985, Могилёв, БССР, СССР) — белорусская певица, заслуженная артистка Республики Беларусь (2011). Представительница Беларуси на конкурсе песни «Евровидение-2013» с песней «Solayoh». Лауреат музыкальных конкурсов «Сарандев-2008» (Болгария); «Кубок Европы-2009» (Россия); победительница Международного конкурса молодых исполнителей популярной музыки Atlantic Breeze 2010; лауреат конкурса молодых музыкантов «Маладыя таленты Беларусі» (Первый национальный канал Белорусского радио); лауреат I степени конкурса молодых исполнителей молодёжной песни V Международного фестиваля «Молодёжь — за Союзное государство» (Россия). В июле 2011 года на конкурсе молодых исполнителей эстрадной песни «Витебск-2011», проходящего в рамках международного фестиваля искусств «Славянский базар», завоевала «Гран-при».

## Биография
С первого класса пела в школьном хоре. В старших — в составе музыкальных коллективов выступала на детских дискотеках. В 15 лет ездила выступать на республиканский праздник урожая «Дожинки», которые проходили в Шклове.
Окончила Могилёвский экономический профессионально-технический колледж по специальности «Банковское дело» и Могилёвский Белорусско-российский университет, по специальности «Финансы и кредит». Во время учёбы принимала участие в различных городских и национальных конкурсах. В продюсерском центре «Спамаш» работала с авторами над репертуаром, занималась с педагогом по вокалу, хореографом.
В 2005 году она приняла участие в проекте телеканала ОНТ «Песня года Беларуси-2005», который проходил в рамках Международного фестиваля искусств «Славянский базар в Витебске». Одержала победу в телепроекте канала ОНТ «Серебряный граммофон» (по итогам зрительского голосования песня Алёны Ланской «Тише-тише» была признана лучшей в течение нескольких недель).
Первый её клип был создан в 2008 году на песню «Подарил мне рассвет» на телеканале «ЛАД». В том же году приняла участие в концерте «Песня года Беларуси» (телеканал ОНТ). В мае 2008 года артистка получила диплом I степени Европейского музыкального конкурса «Сарандев» (г. Добрич, Болгария), где исполнила песни «Имена» (музыка и слова Е. Олейника) и «Don’t Lie» (В. Кондрусевич, Е. Чернушевич). Через год, в мае 2009 года, Алёна Ланская завоевала первое место Международного конкурса «Кубок Европы-2009» (Россия). А в марте 2010 года певица стала обладателем радиопремии «Золотое ухо» за композицию «Supersensual love» (музыка Е. Олейник, слова В. Руденко) (группа «White Russia» — Иван Буслай и Алёна Ланская), и с этой песней позже приняли участие в Национальном музыкальном телепроекте «ЕвроФест».
В июне 2009 года на телеканалах Беларуси появился её второй клип на песню «Everybody Get Up» (Е. Олейник, В. Руденко). Песня «Everybody Get Up» 10 недель держалась в хит-параде радио Unistar.
7 ноября 2009 года Алёна Ланская прошла в финал Международного конкурса исполнителей Atlantic Breeze 2010 на отборе, который проходил в Минске. В мае 2010 года, представляла Беларусь на этом творческом состязании, которое проходило в Нью-Йорке (США), выиграла его.
8 марта 2010 года вышел её первый сольный альбом — «Лабиринты судьбы», в который вошли песни на русском, белорусском и английском языках.
В апреле 2010 года певица стала лауреатом конкурса молодых музыкантов «Маладыя таленты Беларусі» в номинации «Эстрадный вокал», который проводил Первый национальный канал Белорусского радио с ноября 2009 по апрель 2010 года.
В мае 2010 года на белорусских телеканалах появился третий видеоклип певицы на песню «Life is Ok!» (Е. Олейник, В. Руденко).
В сентябре 2010 года Алёна Ланская стала лауреатом I степени конкурса молодых исполнителей молодёжной песни на V Международном фестивале «Молодёжь — за Союзное государство» (Ростов-на-Дону, Россия).

## «Славянский базар 2011»

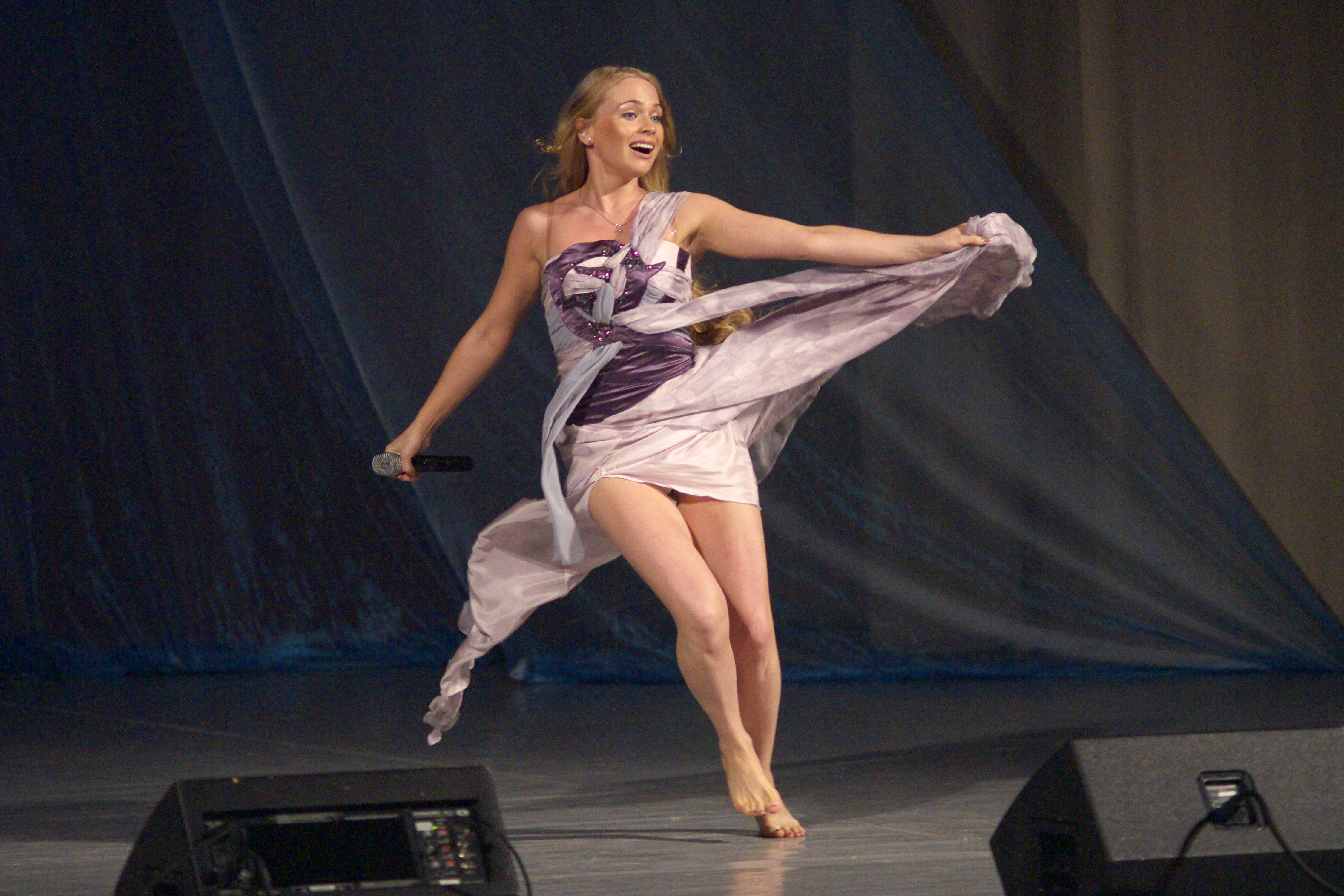

11 июля 2011 года на музыкальном конкурсе «Славянский базар», ежегодно проходящем в Витебске, Алёна Ланская, представляющая Беларусь на этом конкурсе, по итогам первого дня XX Международного конкурса исполнителей эстрадной песни, за песню «Небо знает» набрала 89 баллов из 90 возможных, заняв лидирующую позицию по итогам первого дня. Во второй день фестиваля певица набрала 179 из 180 возможных баллов.

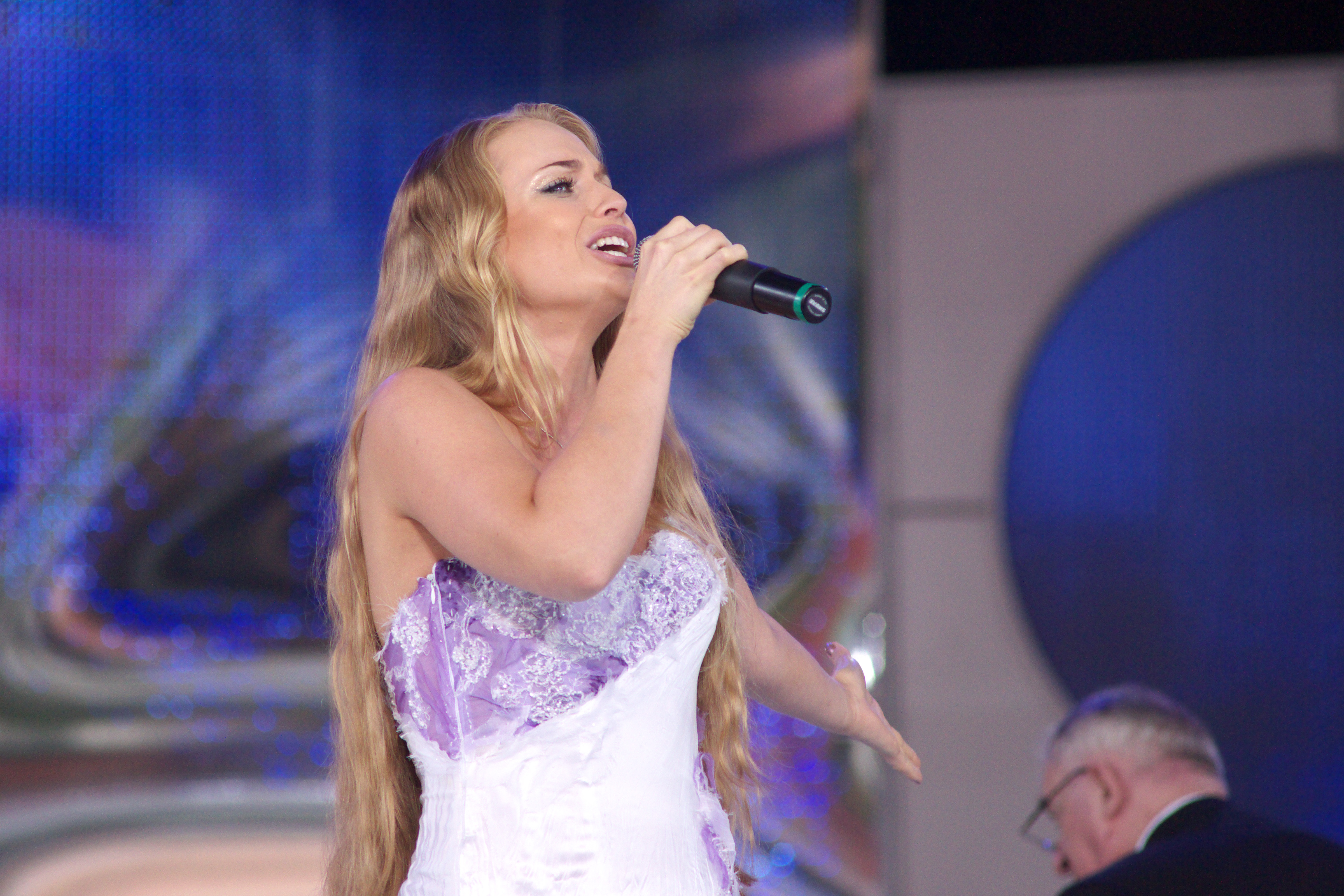

13 июля 2011 года, по итогам конкурса, певица стала обладательницей Гран-при конкурса молодых исполнителей эстрадной песни «Витебск—2011», одержав победу, к которой, по её словам, она шла 6 лет.

## Конкурс песни «Евровидение»

### Отборочный тур на «Евровидение-2012»
В отборочном туре на конкурс песни «Евровидение-2012», который проходил в мае 2012 года в Баку, Алёна Ланская первоначально прошла в финал, который состоялся 14 февраля 2012 года в Минске и прошёл во Дворце спорта. Кроме неё в пятёрку финалистов «Еврофеста» вышли: Гюнешь, группа «Лайтсаунд», Виктория Алешко и Юзари. Алёна Ланская выступила с песней «All My Life».
В результате финального отборочного тура, Алёна заняла первое место, набрав максимальное количество баллов — 12. Но объективность результатов отборочного тура вызвала сомнения у некоторых участников конкурса и членов жюри. 24 февраля 2012 года, на совещании у президента было сообщено, что результаты «Еврофеста» подтасованы, и вместо неё отправится поп-рок-группа Litesound, занявшая на отборе второе место. Президент Беларуси Александр Лукашенко высказал своё мнение по этому поводу:

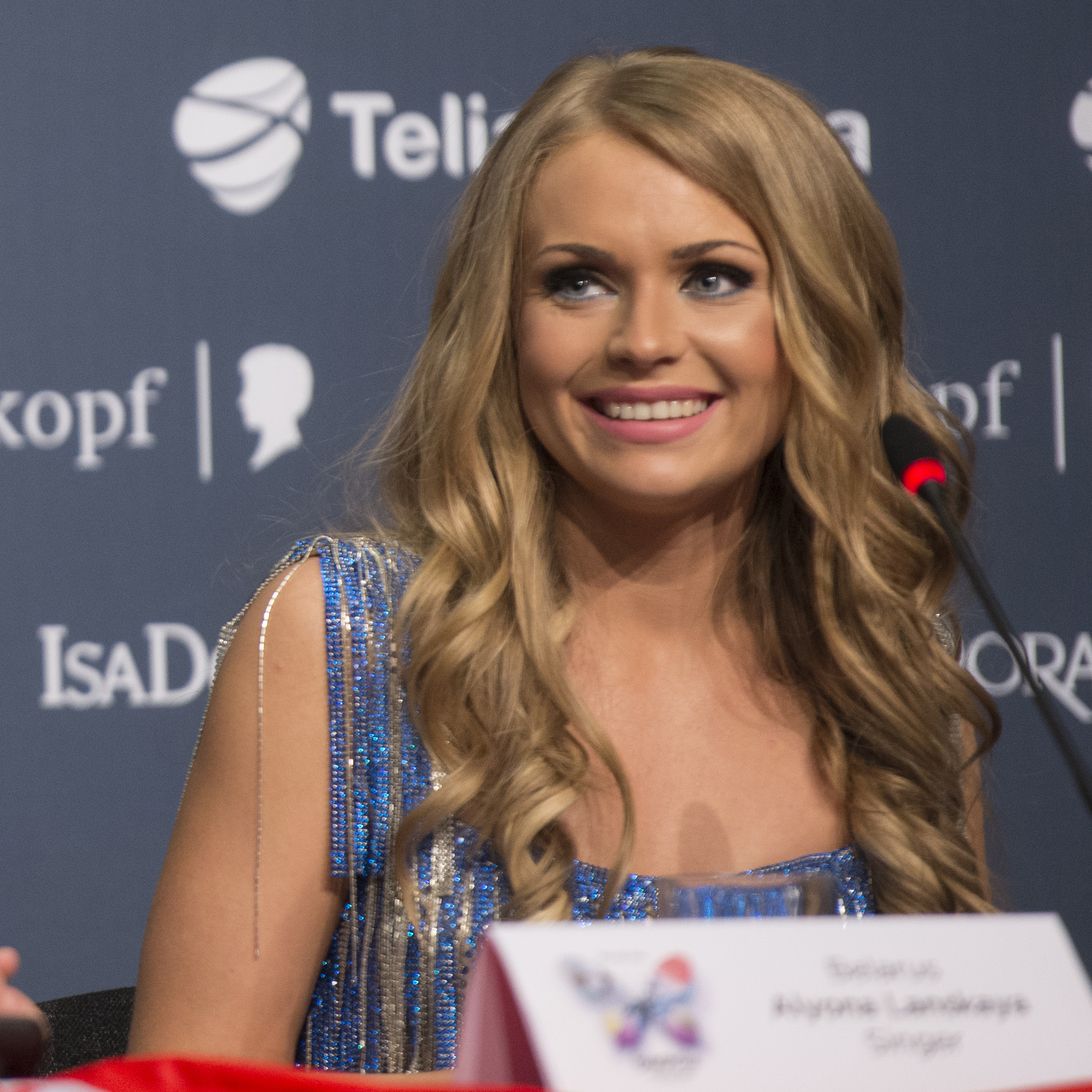
На пресс-конференции за день до выступления на «Евровидение 2013»

Результаты подтасовали, не знаю зачем. Подставили эту девчонку, талантливую певицу. Не знаю, как вы с ней будете разбираться сейчас. И обидели этих ребят, которые фактически оказались по вашим критериям победителями.

### «Евровидение-2013»
В конце 2012 года певица приняла участие в отборочном туре к конкурсу песни «Евровидение-2013» (который состоялся 14—18 мая 2013 года в шведском городе Мальмё). Всего поступило 80 заявок для участия в отборочном туре. Песню для отборочного тура («Rhythm Of Love» (рус. Ритм любви; написали белорусские авторы Леонид Ширин, Юрий Ващук (музыка) и Алексей Ширин (слова)) для конкурса Алёна записывала в Швеции в студии, которая принадлежит экс-вокалисту легендарной группы ABBA Бенни Андерссону.
7 декабря 2012 года, по итогам национального отборочного тура международного песенного конкурса (который состоялся в Белтелерадиокомпании), стало известно, что Алёна Ланская представит Беларусь на «Евровидении-2013» в Швеции.
В марте 2013 года было объявлено, что на Евровидении Алёна Ланская выступит в первом полуфинале 14 мая с песней «Solayoh», написанной европейскими авторами Марком Пелинком и Мартином Кингом, и записанной в лондонской студии Abbey Road. В русском варианте песня звучит, как «Солео» (перевод текста — Виктория Соловьёва).
В полуфинале Алёна Ланская выступила под номером одиннадцать и прошла в финал. Алёна стала третьей исполнительницей Беларуси, прошедшей в финал конкурса «Евровидение». Всего в финал прошло 26 участников. По результатам жеребьёвки выступила под номером 8. По итогам конкурса Алёна Ланская заняла 16-е место, получив 48 баллов.
Кроме того, Алёна Ланская заняла второе место в рейтинге самых красивых участниц «Евровидения-2013».

## Достижения
Первые премии конкурсов «Сарандев-2008» (Болгария), «Кубок Европы-2009» (Россия), конкурса молодых исполнителей молодёжной песни на V Международном фестивале «Молодёжь — за Союзное государство» (Россия), победа на Международном конкурсе молодых исполнителей популярной музыки Atlantic Breeze 2010 (Майами, США).
Принимала участие в концертах и проектах канала ОНТ («Песня года Беларуси», «Новые голоса Беларуси», «Серебряный граммофон»). Неоднократно выступала в рамках Международного фестиваля искусств «Славянский базар в Витебске», концертных турах «За Беларусь!», «Чернобыльский шлях — дорога жизни» и других акциях. Обладатель радиопремии «Золотое ухо» («Альфа Радио») за композицию «Supersensual Love», которую исполнила в составе группы White Russia (вместе с Иваном Буслаем, Катрин и Артёмом Ахпашем).
25 ноября 2011 года Алёне Ланской Указом Президента РБ присвоено звание заслуженной артистки Республики Беларусь. Алёна Ланская стала самой молодой заслуженной артисткой в республике.

## Политические взгляды
В 2020 году во время президентских выборов в Беларуси и последовавших за ними протестов Алёна Ланская активно поддерживала Александра Лукашенко, обвинила экс-кандидатку в президенты Беларуси Светлану Тихановскую в устройстве майдана, а мирные акции противников власти охарактеризовала следующими словами: «Просто белорусам надоело быть бедными, и они захотели стать нищими». Ланская выступала в поддержку белорусских властей, например, участвовала в провластных автопробегах. В 2020 году Ланская отметилась доносами на беларусов, вешающих бело-красно-белые флаги во дворах.
В сентябре 2020 года снялась в клипе «Любимую не отдают», целью которого является поддержка Александра Лукашенко во время белорусских массовых протестов против фальсификации результатов выборов.
5 января 2021 года была заблокирована страница Алёны Ланской в Instagram, где она делилась, кроме всего прочего, своими мыслями по поводу ситуации в стране. У певицы было 22 тысячи подписчиков, при этом певица заявила, что если страницу не разблокируют за сутки, она подаст заявление в милицию «для расследования этого дела».

## Личная жизнь
Не замужем.